# To Shatter All Accord
To Shatter All Accord – trzeci album studyjny amerykańskiej grupy neoprogresywnej Discipline, wydany nakładem Strung Out Records w 2011 roku. Była to pierwsza płyta studyjna, jaką zespół zaprezentował od albumu Unfolded Like Staircase z 1997 roku.

## Lista utworów
Opracowano na podstawie materiału źródłowego.
| Nr | Tytuł utworu                          | Słowa             | Muzyka            | Długość |
| -- | ------------------------------------- | ----------------- | ----------------- | ------- |
| 1. | „Circuitry”                           | Matthew Parmenter | Matthew Parmenter | 6:16    |
| 2. | „When the Walls are Down”             | Matthew Parmenter | Matthew Parmenter | 7:30    |
| 3. | „Dead City”                           | Matthew Parmenter | Matthew Parmenter | 5:15    |
| 4. | „When She Dreams She Dreams in Color” | Matthew Parmenter | Matthew Parmenter | 13:41   |
| 5. | „Rogue”                               | Matthew Parmenter | Matthew Parmenter | 24:04   |
|    |                                       |                   |                   | 56:46   |

## Twórcy
Opracowano na podstawie materiału źródłowego.
Muzycy:
- Matthew Parmenter – śpiew, klawisze
- Jon Preston Bouda – gitary
- Matthew Kennedy – gitara basowa
- Paul Dzendzel – perkusja, instrumenty perkusyjne

Produkcja:
- Discipline – produkcja
- Matthew Parmenter – realizacja dźwięku, miksowanie
- Paul Dzendzel - realizacja dźwięku
- Jonathan Wyner – mastering
- Graem Whyte - oprawa graficzna